# モルディブの政党
モルディブの政党（モルディブのせいとう）では、モルディブの政党を挙げる。

## 歴史
モルディブは1968年以降共和制の国であるが、伝統的に政治的集団を結成する習慣が無く、マウムーン・アブドル・ガユームによる権威主義的な政治が長期にわたって続いたため、政党の活動はほぼ皆無だった。しかし、アジア最長と呼ばれるガユーム政権の打倒のため2003年11月10日にモルディブ民主党（英語版）がスリランカで結成されると、これを契機にガユーム大統領もモルディブ人民党（英語版）を結成して対抗、2005年に両党が国内での活動を認められてからは徐々に政党政治が活発になっている。

## 主要政党一覧
現在、国民議会（マジリス）に議席を有する主要政党は下記の通りである。
与党
- 人民国民会議 (PNC)

野党
- モルディブ民主党（MDP）
- モルディブ開発連合（MDA）
- 共和党（JP）
- モルディブ国民党（MNP）